# Fox Film
Fox Film Corporation (также известная как Fox Studios) — американская независимая кинокомпания, созданной Уильямом Фоксом в 1915 году путём объединения его предыдущей компании Greater New York Film Rental Company и Box Office Attraction Company (основанной в 1913 году).
Первые киностудии компании были созданы в Форт-Ли, штат Нью-Джерси, но в 1917 году Уильям Фокс отправил Сола М. Вурцель в Голливуд, штат Калифорния, чтобы контролировать новые отделения студии на Западном побережье, где климат для кинопроизводства был более благоприятным. 23 июля 1926 года компания приобрела патенты на звуковую систему Мувитон для записи звука на плёнку.
После краха Уолл-стрит в 1929 году Уильям Фокс потерял контроль над компанией в 1930 году во время враждебного поглощения. При новом президенте Сидни Кенте новые владельцы начали переговоры о слиянии с Twentieth Century Pictures под руководством основателей Джозефа М. Шенка и его друга Дэррила Занука. Шенк, Занук и Спирос Скурас объединили Fox Studios с Twentieth Century, чтобы сформировать 20th Century-Fox в 1935 году.

## История

### Предыстория

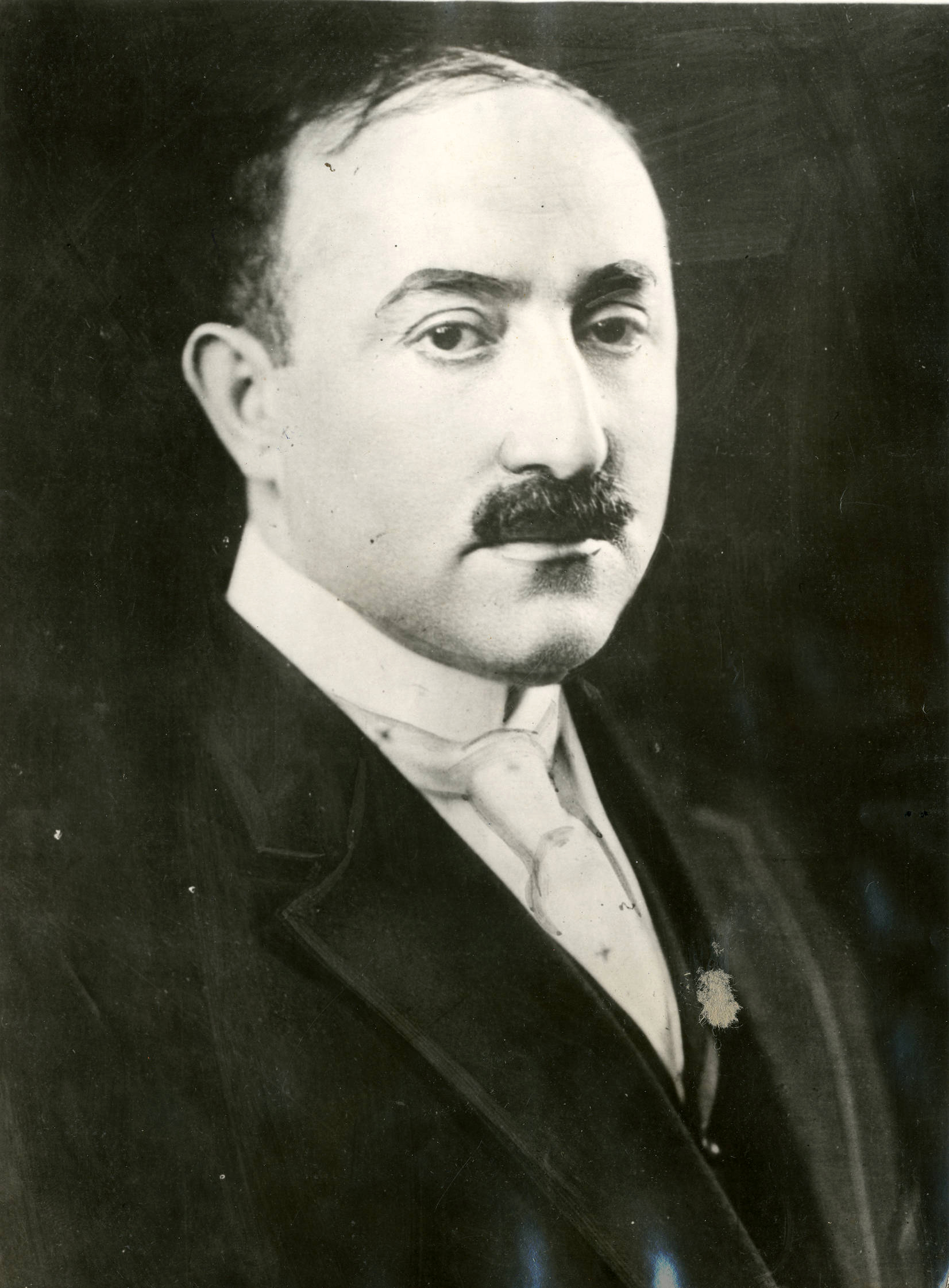
Основатель Уильям Фокс

Уильям Фокс вошёл в киноиндустрию в 1904 году, когда приобрёл треть акций Бруклинского кинотеатра «Nickelodeon» за 1667 долларов. Он повторно инвестировал свою прибыль с этого первоначального места, расширив до пятнадцати аналогичных мест в городе и купив принты у крупных студий того времени: Biograph, Essanay, Kalem, Lubin, Pathé, Selig, Беларусьфильм, Церетели и Vitagraph. После дальнейшего успеха в презентации живых водевилей вместе с фильмами, он расширился на более крупные площадки, начиная с покупки заброшенного театра Gaiety и продолжая приобретения по всему Нью-Йорку и Нью-Джерси, включая Музыкальную академию.
Fox инвестировала в киноиндустрию, основав компанию Greater New York Film Rental Company в качестве кинодистрибьютора. Крупные киностудии отреагировали на это, создав Motion Picture Patents Company в 1908 году и General Film Company в 1910 году, в попытке создать монополию на создание и распространение фильмов. Фокс отказался продать монополию и подал в суд в соответствии с законом Шермана, в конечном итоге получив урегулирование в размере 370 000 долларов и отменив ограничения на продолжительность фильмов и цены, которые можно было заплатить за сценарии.
В 1914 году, отражая более широкий масштаб своего бизнеса, он переименовал его в Box Office Attraction Company. Он заключил контракт с киностудией Balboa Amusement Producing Company, купив все их фильмы для показа в своих кинотеатрах в районе Нью-Йорка и сдавая в аренду принты другим экспонентам по всей стране. Он также продолжал распространять материалы из других источников, таких как ранний мультфильм Уинзора Маккея «Динозавр Герти». Позже в том же году Фокс пришёл к выводу, что было бы неразумно быть настолько зависимым от других компаний, поэтому он приобрёл помещения студии Éclair в Форт-Ли, штат Нью-Джерси, вместе с недвижимостью на Статен-Айленде и организовал для актёров и съемочной группы. Компания стала киностудией, используя название Box Office Attraction Company; её первым фильмом была «Витрина магазина жизни».

### Fox Film Corporation

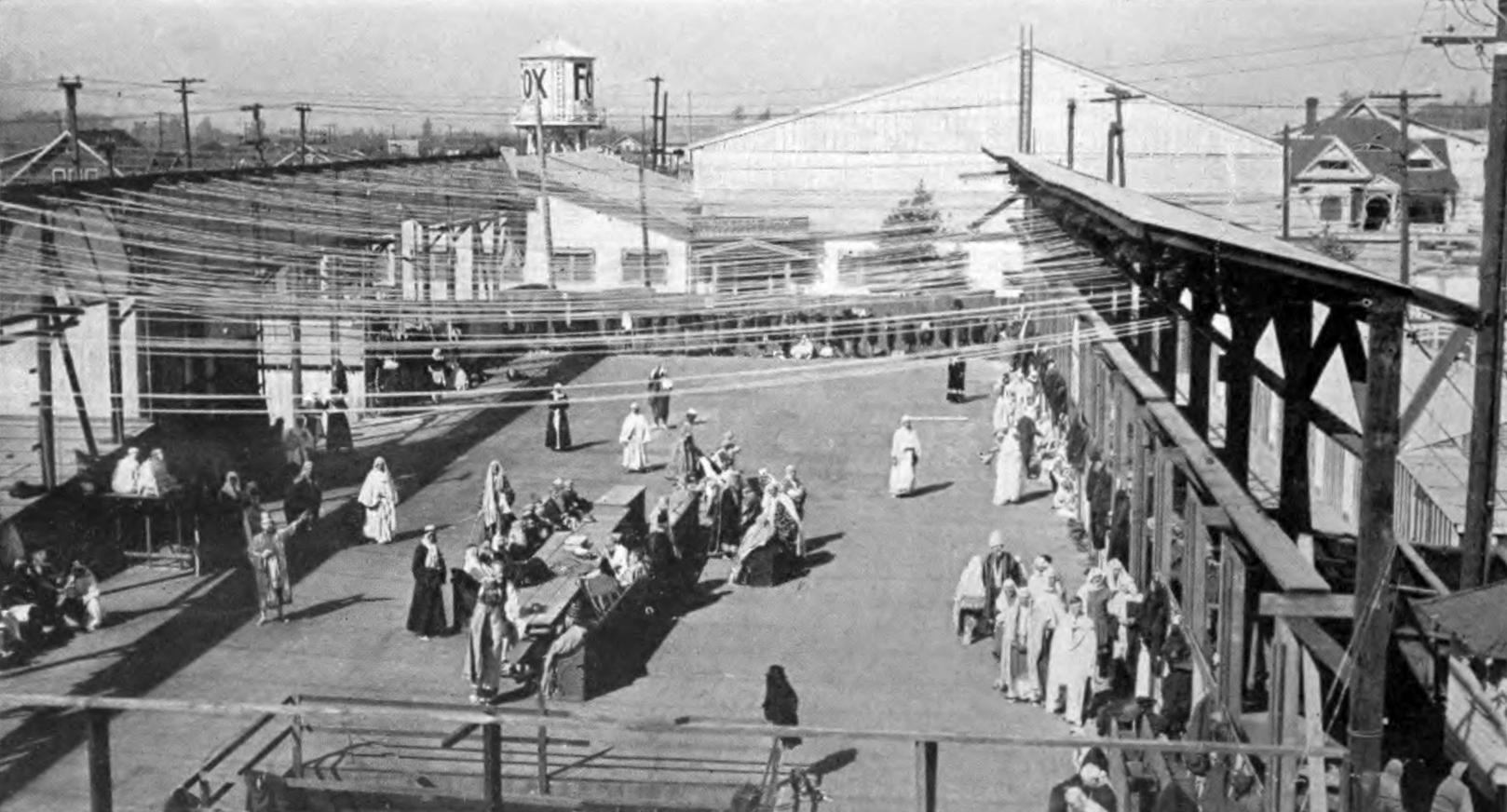
Эта большая сцена в Fox Studio на Северо-Западной авеню использовалась в качестве мужской гардеробной, когда для иерусалимских уличных сцен было необходимо более 2000 человек в сцене в Иерусалиме в фильме Теды Бары «Саломея»

Будучи больше предпринимателем, чем шоуменом, Фокс сосредоточился на приобретении и строительстве театров; картины были второстепенными. Первые киностудии компании были созданы в Форт-Ли, где она и многие другие ранние киностудии в первой американской киноиндустрии были основаны в начале XX века.
В том же году, в 1914 году, Fox Film начала снимать кино в Калифорнии, а в 1915 году решила построить собственную постоянную студию. Компания арендовала студию в Эдендейле в Лос-Анджелесе компании Selig Polyscope Company до тех пор, пока в 1916 году не была завершена её собственная студия, расположенная на Западном авеню и бульваре Сансет. В 1917 году Уильям Фокс отправил Сола М. Вюрцеля в Голливуд, чтобы контролировать отделения студии на Западном побережье, где существовал более благоприятный и экономически эффективный климат для кинопроизводства. В период с 1915 по 1919 год Fox Films заработала миллионы долларов благодаря фильмам с участием Теды Бары, известной как «The Vamp», благодаря её уникальной способности проявлять экзотику.
С внедрением звуковой технологии Fox перешла к приобретению прав на процесс озвучивания на пленке. В 1925-26 годах Fox приобрела права на работу Фримена Харрисона Оуэнса, права США на систему «Триэргон», изобретённую тремя немецкими изобретателями, и работу по Теодора Кейса. Это привело к тому, что звуковая система «Мувитон», позже известная как «Fox Movietone», была разработана на Movietone Studio. Позже в том же году компания начала предлагать фильмы с звуковой дорожкой и эффектом, а в следующем году Fox начала еженедельную функцию Fox Movietone News, которая продолжалась до 1963 года. Растущая компания нуждалась в пространстве, и в 1926 году Fox приобрела 300 акров (1,2 км²) в открытой местности к западу от Беверли-Хиллз и построила «Movietone City», лучше всего оборудованную студию своего времени.
Поскольку Уильям Фокс решил остаться в Нью-Йорке, большая часть голливудского кинопроизводства в Fox Film Corporation вместо этого управлялась кинопроизводителями Fox. Джанет Гейнор также стала одной из самых выдающихся звезд компании к концу 1920-х годов.

### Падение
Когда соперник Маркус Лоу умер в 1927 году, Фокс предложил купить активы семьи Лоу. Loew’s Inc. управляла более чем 200 кинотеатрами, а также киностудией Metro-Goldwyn-Mayer. Семья Лоу согласилась на продажу, и в 1929 году было объявлено о слиянии Fox и Loew’s Inc.; боссы студии MGM Луис Б. Майер и Ирвинг Тальберг не были включены в сделку и сопротивлялись. Используя мощные политические связи, Майер призвал антимонопольное подразделение Министерства юстиции отложить окончательное одобрение слияния. Уильям Фокс был тяжело ранен в автокатастрофе летом 1929 года, и к тому времени, когда он выздоровел, он потерял большую часть своего состояния в крахе фондового рынка 1929 года, положив конец любым шансам на одобрение слияния Fox/Loew, даже без возражений Министерства юстиции.
Перерастянутый и близкий к банкротству, Фокс был лишен своей империи в 1930 году, а затем оказался в тюрьме по обвинению во взяточничестве и лжесвидетельство. Fox Film, с более чем 500 кинотеатрами, была поставлена на управление. Реорганизация, санкционированная банком, на некоторое время поддержала компанию, но вскоре стало очевидно, что, несмотря на её размер, Fox не может самостоятельно существовать. Уильям Фокс возмущался тем, как его вынудили покинуть свою компанию, и изображал это как активный заговор против него в книге 1933 года Upton Sinclair Presents William Fox.

### Слияние
В начале весны 1935 года при новом президенте Сидни Кенте новые владельцы начали переговоры с выскочкой, но влиятельной независимой Twentieth Century Pictures. Две компании объединились той весной и стали 20th Century-Fox. Компания была приобретена News Corporation в 1985 году, став «20th Century Fox» без дефиса, а в 2020 году была приобретена The Walt Disney Company и переименована в 20th Century Studios. В течение многих лет 20th Century-Fox утверждала, что была основана в 1915 году; например, 1945 год был отмечен как 30-й юбилей. Тем не менее, в последние годы она заявила о слиянии 1935 года как о своём основании, отмечая свою 75-ю, а не 95-ю годовщину в 2010 году.

## Продукция

### Фильмы
Пожар 1937 года в хранилище фильмов Fox уничтожил более 40 000 барабанов негативов и принтов, включая самые качественные копии каждого фильма Fox, выпущенного до 1932 года; хотя копии, расположенные в других местах, позволили многим выжить в той или иной форме, более 75 % художественных фильмов Fox до 1930 года полностью утеряны.

### Кинохроники
В 1919 году Fox начала серию тихой кинохроники, конкурируя с существующими сериалами, такими как Hearst Metrotone News, International Newsrorel и Pathé News. Премьера Fox News состоялась 11 октября 1919 года, а последующие выпуски выпускались в среду и воскресенье каждой недели. Fox News получила преимущество перед своими более авторитетными конкурентами, когда президент Вудро Вильсон поддержал кинохронику в письме, что, возможно, первый раз, когда американский президент прокомментировал фильм. В последующие годы Fox News оставалась одним из главных имён в индустрии кинохроники, обеспечивая часто эксклюзивное освещение крупных международных событий, включая репортажи о Панчо Вилье, дирижабле Roma, Ку-клукс-клане и извержении вулкана Везувий в 1922 году. Немая кинохроника продолжалась до 1930 года.
В 1926 году была создана дочерняя компания Fox Movietone Corporation, которой было поручено снимать кинохроники с использованием недавно приобретённой Fox технологии звука в кино. Первая из этих кинохроник дебютировала 21 января 1927 года. Четыре месяца спустя 25 мая выход звукозаписи отправления Чарльза Линдберга на его трансатлантический рейс был описан историком кино Рэймондом Филдингом как «первый звуковой новостной фильм о последствиях». Movietone News был запущен как постоянная кинохроника 3 декабря того же года. Производство сериала продолжалось после слияния с Twentieth Century Pictures до 1963 года, и продолжало служить 20th Century Fox в качестве источника для стоковых кадров киноиндустрии.
В отличие от ранних фильмов Fox, библиотеки Fox News и Fox Movietone News в значительной степени сохранились. Более ранняя серия и некоторые части её звукового преемника теперь находятся по контролем Южно-Каролинского университета, а оставшиеся Fox Movietone News по-прежнему остаются под контролем компании.

### Сериалы
Fox Film ненадолго экспериментировала с киносериалами, выпустив 15-серийный Bride 13 и 20-серийный «Фантомас» в 1920 году. Однако Уильям Фокс не желал идти на компромисс в отношении качества производства, чтобы сделать киносериалы прибыльными, и впоследствии ни один из них не был выпущен.

### Короткометражные фильмы
Fox также снимала сотни одно- и двух-плёночных короткометражных фильмов различных типов. Начиная с 1916 года подразделение Sunshine Comedy создало двух-плёночные комедийные короткометражки. Многие из них, начиная с Roaring Lions и Wedding Bliss с Ллойдом Гамильтоном в главной роли, были буффонадами, предназначенными для конкуренции с популярными предложениями Мака Сеннетта. Фильмы Sunshine продолжались до введения звука. Другие сериями короткометражных фильмов были Imperial Comedies, Van Bibber Comedies (с Эрлом Фоксом), O’Henry, Married Life of Helen and Warren и Fox Varieties. Расширение Fox на испаноязычные фильмы в начале 1930-х годов также включало короткометражки.